# Warner Bruns
Warner Bruns (* 19. September 1901 in Stade; † 11. November 1972 in Norden) war ein deutscher Landwirt und Politiker (DP).
Am 16. November 1939 beantragte er die Aufnahme in die NSDAP und wurde zum 1. Februar 1940 aufgenommen (Mitgliedsnummer 7.458.669).
Bruns wurde in der ersten Wahlperiode Mitglied des Niedersächsischen Landtages vom 28. November 1949, als er für die in den Deutschen Bundestag gewählte Margot Kalinke nachrückte, bis 30. April 1951. Ab dem 28. März 1951 war er Mitglied der DP/CDU-Fraktion.